# Bunene Ngaduane
Bunene Ngaduane (né le 30 juillet 1972 à Kinshasa, à l'époque au Zaïre, aujourd'hui en République démocratique du Congo) est un joueur de football international congolais (RDC), qui évoluait au poste d'attaquant.

## Biographie

### Carrière en sélection
Avec l'équipe du Zaïre, il figure dans le groupe des sélectionnés lors des Coupes d'Afrique des nations de 1994 et de 1996, où son équipe atteint à chaque fois les quarts de finale.

## Palmarès
Qwa Qwa Stars
- Coupe d'Afrique du Sud (1) :
  - Vainqueur : 1994.